# Kasteelpark
Een kasteelpark is een parkgebied dat bij een kasteel werd aangelegd, meestal ter verfraaiing van een landgoed. Het dient duidelijk onderscheiden te worden van de kasteeltuin. Een bekende parkstijl voor een kasteelpark in de 19e eeuw was de Engelse landschapsstijl.